# Candy and a Currant Bun
A Candy and a Currant Bun a Pink Floyd első, Arnold Layne című kislemezének B-oldalán szerepelt. 1967-ben gyakran játszották koncerteken. Eredeti címe Let's Roll Another One volt, de a kiadó addig nem engedte megjelenni, míg Syd Barrett új, drogos és szexuális utalásoktól mentes szöveget nem írt hozzá.
A dal Barrett stílusának több jellegzetes elemét tartalmazza: gyermekkori emlékeket (erre utal a lány/nő, akinek a dalt írta), melyek itt ravasz szexuális utalásokkal (például „It's true, sun shining very bright/ It's you who I'm gonna love tonight/ Ice cream tastes good in the afternoon/ Ice cream tastes good if you eat it soon” – Igen, a nap tüzesen ragyog/ Te vagy, kit ma szeretni fogok/ A jégkrém legjobb a melegben/ A jégkrém legjobb, ha gyorsan eszed) és Barrett mentális állapotára történő jelzésekkel („I'm feeling frail” – Elolvadok) párosulnak. Intenzitásuk a dal vége felé egyre fokozódik.
A zenekar többi akkori dalához – például a See Emily Playhez – hasonlóan a középrész egy gyors instrumentális betét, mely zeneileg kevésbé hasonlít a dal elején és végén hallható refrénre.
Érdekes megjegyezni, hogy amikor Barrettnek újra kellett írnia a szöveget, a „please just walk with me” (kérlek, csak sétálj velem) sort „please just fuck with me”-re ("kérlek, csak dugj velem") cserélte. Emiatt ez volt az egyik első sláger-kislemez (bár a B-oldalt nem slágernek szánták és nem is lett az), melyben elhangzik a „fuck” szó.

## Közreműködők
- Syd Barrett – ének, gitár
- Richard Wright – orgona, vokál
- Roger Waters – basszusgitár
- Nick Mason – dob, ütőhangszerek

### Produkció
- Joe Boyd – producer